# Ernst Müller (Pfarrer)
Ernst Albrecht Müller (* 10. Mai 1849 in Bern; † 27. März 1927 in Langnau im Emmental) war ein Schweizer evangelischer Geistlicher und Bühnenautor in Berndeutsch.

## Leben

### Familie
Ernst Müller wurde in der Kramgasse 2 in Bern geboren und war der Sohn des Apothekers der Rathaus-Apotheke Christian Leonhard Müller und dessen Ehefrau Christiane Friederike Maria (* 19. April 1824 in Stuttgart; † 1892), eine Tochter des Kaufmanns Carl August Ludwig Rooschütz aus Nürtingen in Württemberg; er hatte noch drei Geschwister.
Mütterlicherseits war er mit dem Lyriker Karl von Gerok und mit der Schriftstellerin Ottilie Wildermuth verwandt.
Seit 1874 war er in erster Ehe mit Anna Luise (* 15. April 1854 in Trub; † 22. August 1886 in Langnau), eine Tochter von Albrecht Rudolf Rüetschi, Pfarrer und Hochschullehrer, verheiratet; gemeinsam hatten sie sieben Kinder. In zweiter Ehe heiratete er 1887 die jüngere Schwester seiner ersten Ehefrau, Emma (* 1. Juli 1855 in Kirchberg; † 1910); mit ihr hatte er noch drei weitere Kinder. Zu seinen Kindern aus der ersten Ehe zählte unter anderem auch die spätere Schriftstellerin Elisabeth Müller.
An seiner Beisetzung nahm unter anderem der Bundesrat Karl Scheurer teil.

### Werdegang
Ernst Müller immatrikulierte sich an der Universität Bern zu einem Studium der Theologie, das er für jeweils ein Semester an der Universität Tübingen und der Universität Leipzig fortsetzte; 1873 erfolgte seine Ordination.
Nach Beendigung des Studiums war er anfangs Vikar in Oberwil bei Büren und dann von 1874 bis 1884 Pfarrer in Reichenbach im Kandertal und darauf von 1884 bis zu seinem Tod, als Nachfolger von Johann Strasser, der Vater von Gottfried Strasser, Pfarrer in Langnau (siehe auch Reformierte Kirche Langnau im Emmental).
Ernst Müller gehörte längere Zeit der evangelisch-reformierten theologischen Prüfungskommission der Universität Bern an.
1908 wurde er Verwaltungsrat der Inselkorporation der Universität Bern, deren ältestes Mitglied er war.
Er gehörte auch der Kirchensynode an, zu deren Präsident er 1914 gewählt wurde.

### Schriftstellerisches und berufliches Wirken
Ernst Müller verfasste ein theologiegeschichtliches Werk, legte eine Volksliedersammlung an und schrieb Bühnenstücke.
Die Gründung des Asyls Gottesgnad, in dem gebrechliche Menschen ein Bett, zu essen und medizinische Versorgung erhielten, 1914 in Langnau war zu einem grossen Teil sein Verdienst; bis zu seinem Tod war er deren Direktionspräsident. Er wirkte auch an der Reorganisation des Spitals, an der Vorberatung des Inselhilfsgesetzes und der Organisation des Lory-Legates von Carl Ludwig Lory (1838–1909) mit, das später dem Berner Inselspital zugutekam.
Von 1884 bis 1921 war er Sekretär der Sekundarschulkommission und seitdem ihr Präsident.
Er leitete die 1905 zur Revision der Liturgie für die Landeskirche eingesetzte Kommission und er hatte den Hauptverdienst am Zustandekommen der neuen Liturgie.

## Mitgliedschaften
Ernst Müller gehörte der Studentenverbindung Zofingia an.
Er übte jahrelang das Amt des Armeninspektors der Gemeinde Langnau aus und gründete 1893 den freiwilligen Armen- und Krankenverein; bis zu seinem Tod war er Sekretär des Verwaltungsrates und der Direktion der oberemmentalischen Armenanstalt Bärau (siehe auch Heimstätte Bärau). Anfangs war er als Sekretär und später als Präsident der Behörden des Bezirksspitals Langnau tätig.
Er wirkte auch als langjähriger Präsident der Stipendienkommission.
Bis zu seinem Tod war er Präsident des protestantisch-kirchlichen Hilfsvereins des Emmentals.
Als Freund der Bergwelt, half er die Sektion Emmental des Alpenklubs ins Leben zu rufen, und er war Mitglied des Verkehrs- und Verschönerungsvereins.

## Ehrungen und Auszeichnungen
Die Universität Jena verlieh Ernst Müller, auf Antrag von Professor Friedrich Wilhelm Franz Nippold, für seine Geschichte der bernischen Täufer 1904 den Ehrendoktortitel.

## Schriften (Auswahl)
- Der Krankenfreund ein biblisches Hausbuch. 1880.
- Ulrich Zwingli: ein bernischer Beitrag zur Zwinglifeier. 1883.
- Geschichte der bernischen Täufer. Frauenfeld: Huber, 1895. (Digitalisat).
- Der Liebe Kraft – Schweizerisches Volksschauspiel in drei Aufzügen. 1897.
- Heimkehr – Volksschauspiel in vier Akten im Berner Dialekt. 1900.
- E glungnigi Sichlete – Lustspiel in Bernerdialekt in einem Akt. 1904.
- Und alles war wieder gut – Singspiel in einem Akt. 1905
- Alti und Jungi. 1910.
- Unterweisungs-Büchlein – ein Leitfaden für den Konfirmandenunterricht. Bern: Stämpfli, 1919.
- Üses Meitschi – Schauspiel in einem Akt. 1921.
- In guter Zuversicht: Gedanken über Ewiges und Alltägliches. 1921.